# Metamorphosis of Vivaldi's Four Seasons
Metamorphosis of Vivaldi's Four Seasons е музикален проект на немския китарист Ули Джон Рот. В този албум Рот представя интерпретация на „Годишните времена“ от Вивалди в нео-класически стил. Освен това албумът съдържа и нов концерт – Metamorphosis. Той е разделен на 24 песни резделени от речитатив. Албумът излиза през 2003 г. в Европа и Япония, а през 2004 г. и в Северна Америка.

## Състав
- Sky китара – Ули Джон Рот

Sky Orchestra:
- Първа цигулка – Стивън Бентли-Клейн
- Втора цигулка – Брайън Райт
- Виола – Гил Франсис
- Виолончело – Ник Холанд
- Контрабас – Луси Шоу
- Клавесин – Дон Еъри
- Тимпани и перкусия – Крис Лоу
- Речитатив – Ули Джон Рот